# Nick, Vas
Nick  este un sat în districtul Sárvár, județul Vas, Ungaria, având o populație de 523 de locuitori (2011). 

## Demografie
Componența etnică a satului Nick
     Maghiari (98,15%)
     Germani (1,85%)
Componența confesională a satului Nick
     Romano-catolici (69,41%)
     Luterani (5,74%)
     Fără religie (4,02%)
     Necunoscută (20,84%)
Conform recensământului din 2011, satul Nick avea 523 de locuitori. Din punct de vedere etnic, majoritatea locuitorilor (98,15%) erau maghiari, cu o minoritate de germani (1,85%).  Din punct de vedere confesional, majoritatea locuitorilor (69,41%) erau romano-catolici, existând și minorități de luterani (5,74%) și persoane fără religie (4,02%). Pentru 20,84% din locuitori nu este cunoscută apartenența confesională.